# Lawrie Wilson
Lawrence Robert Wilson, detto Lawrie (Collier Row, 10 ottobre 1986), è un ex calciatore inglese, di ruolo centrocampista o difensore.

## Caratteristiche tecniche
Terzino destro, può giocare come esterno destro o come interno di centrocampo.

## Carriera

### Club
Durante la carriera ha vestito la carriera del Charlton, del Colchester e del Welling United prima di approdare allo Stevenage nel 2007. È protagonista della vittoria in FA Trophy (2009), di quella nel campionato di quinto livello del calcio inglese (2010) e della vittoria nei play-off della Football League Two, con conseguente promozione in terza divisione (2011). Nell'estate 2012 il Charlton lo acquista in cambio di circa 630000 €.

## Palmarès

### Club

#### Competizioni nazionali
- FA Trophy: 1

Stevenage Borough: 2008-2009
- Conference National: 1

Stevenage Borough: 2009-2010